# Monomorium subopacum
Monomorium subopacum är en myrart som först beskrevs av Smith 1858.  Monomorium subopacum ingår i släktet Monomorium och familjen myror.

## Underarter
Arten delas in i följande underarter:
- M. s. adoneum
- M. s. apuleii
- M. s. ebaricum
- M. s. planidorsum
- M. s. subopacum

## Bildgalleri

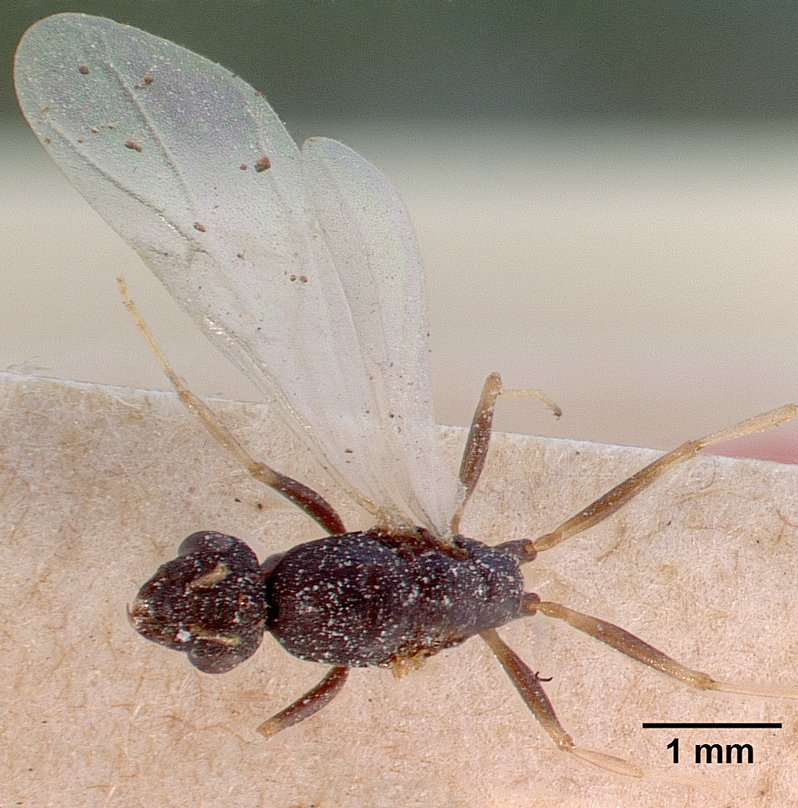
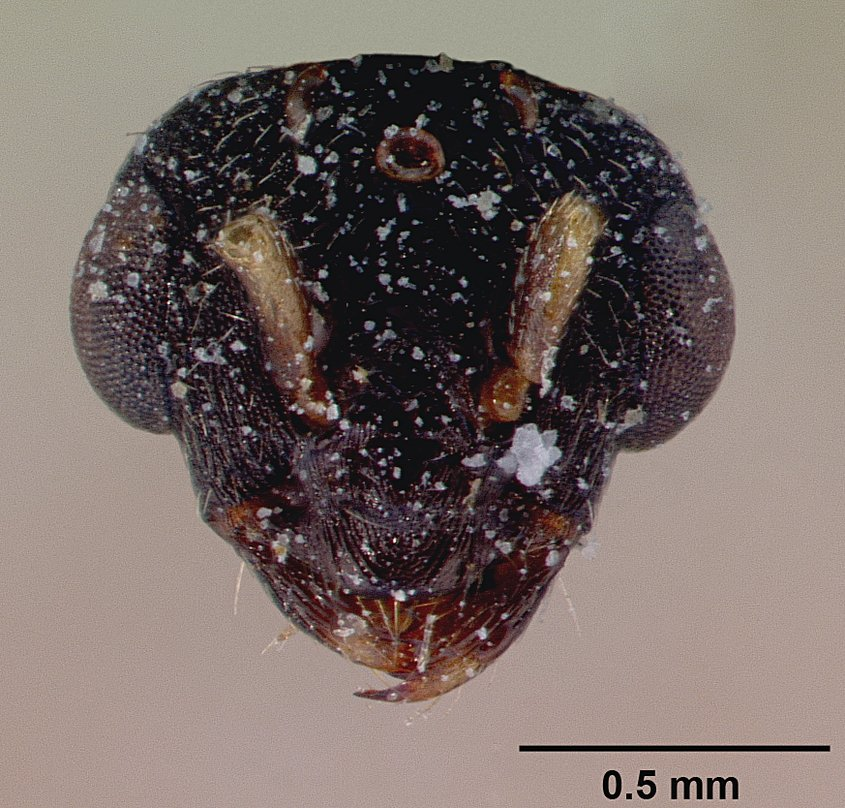
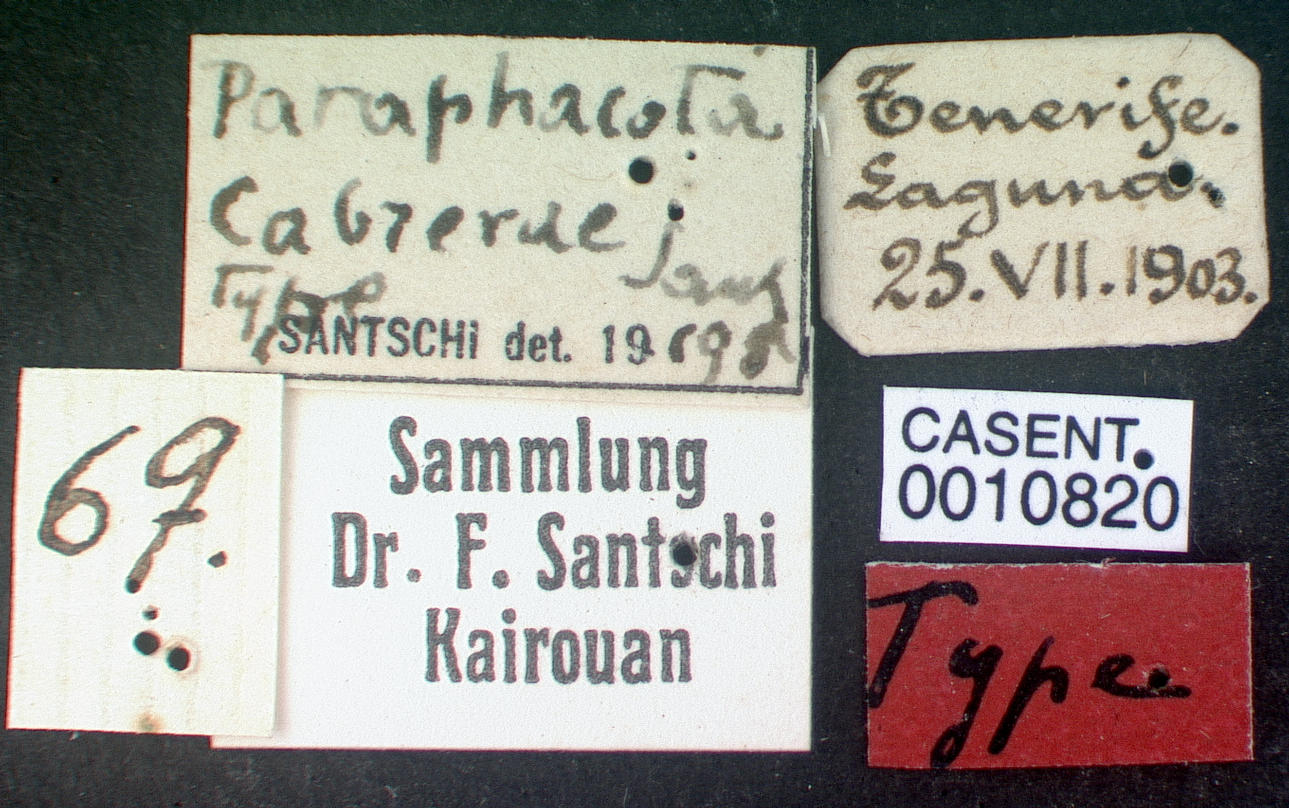
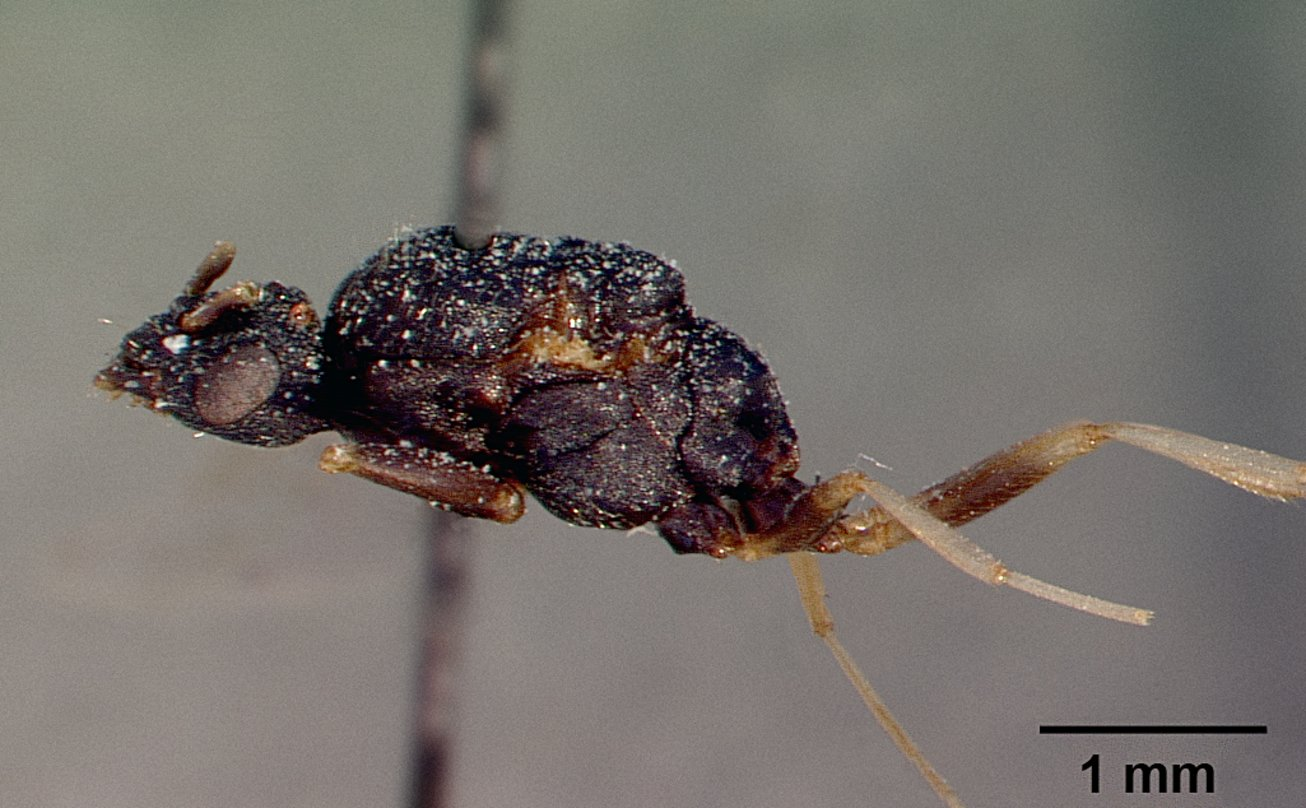
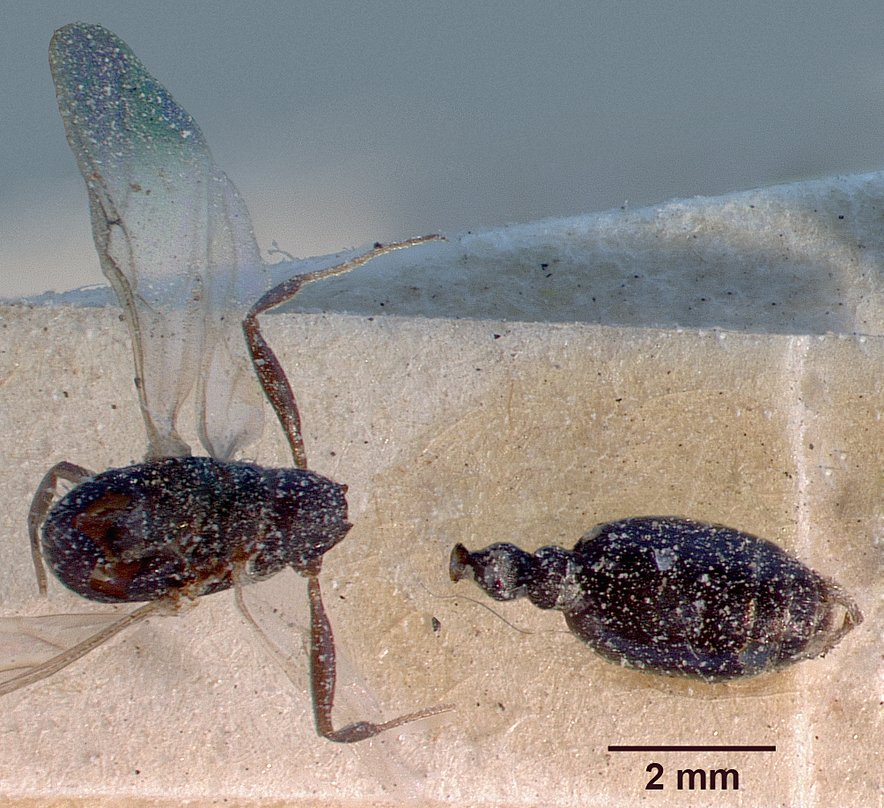
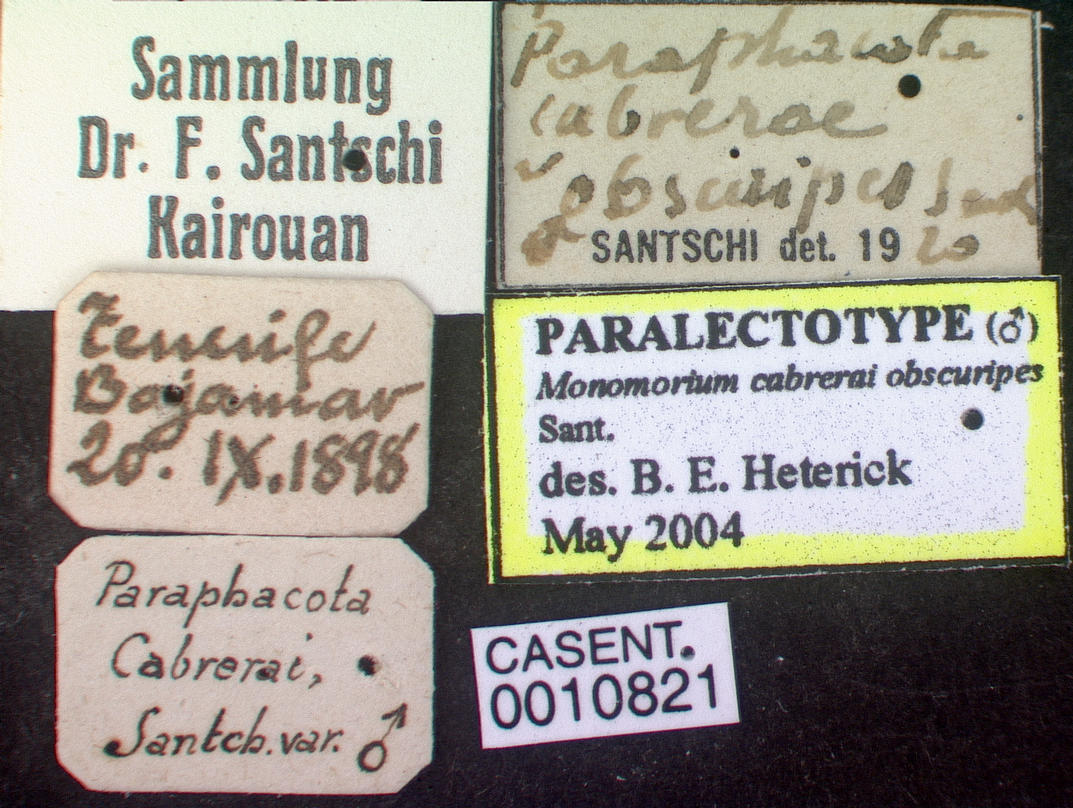